# Fluviatiel district
Het fluviatiel district is een floradistrict in Nederland en België.
Dit district omvat in Nederland het rivierkleigebied, met vooral het holocene gedeelte van Gelderland en aangrenzend Noord-Brabant, Utrecht en Zuid-Holland, met de rivieren Maas, Nederrijn, Lek, Waal en IJssel, en de door deze rivieren gedeponeerde afzettingen. Ook het in Nederlands-Limburg gelegen Maasdal wordt tot het fluviatiel district gerekend.
Naar het westen toe heeft het fluviatiel het karakter van een zoetwatergetijdengebied, met name in de Biesbosch en het Noordwest-Brabantse zeekleigebied.
In België is het fluviatiel district minder uitgesproken aanwezig. Het omvat slechts een smalle strook ten oosten van het Kempens district, zijnde het Belgische deel van het Maasdal. Soms wordt hier het fluviatiel als een subdistrict van het Brabants district beschouwd.
Kenmerkend voor dit district is de stroomdalflora, die een aantal soorten omvat welke buiten het fluviatiel nauwelijks voorkomen.